# Жизнь аятоллы Хомейни в изгнании

Хомейни в 1970-е годы

Жизнь аятоллы Хомейни в изгнании — период, когда Великий аятолла Рухолла Мусави Хомейни провёл в вынужденной эмиграции с 1964 по 1979 год, сначала в Турции, затем в Ираке и во Франции после того, как шахская тайная полиция САВАК дважды арестовывала его за несогласие с политикой «Белой революции шаха и народа». Хомейни вернулся из ссылки в Иран 1 февраля 1979 года.
4 ноября 1964 года Хомейни был выдворен в Анкару, а затем в Бурсу (Турция). 5 сентября 1965 года он переехал в Эн-Наджаф (Ирак), где оставался до 6 октября 1978 года, пока Саддам Хусейн, под давлением шаха Ирана не депортировал его из страны. 8 октября Хомейни нашёл убежище в городке Нофль-ле-Шато (Франция), где пробыл до 1 февраля 1979 года.

## Политическая деятельность перед изгнанием
В 1944 году Хомейни опубликовал свою первую книгу «Кашф аль-Асрар» («Раскрытие тайн»), в которой он критиковал политику секуляризации при шахе Реза Пехлеви и отстаивал идею власти Аллаха устанавливать и свергать правительства. После смерти великого аятоллы Сейида Хоссейн Боруджерди в 1961 году, Хомейни стал Марджа ат-таклидом.
В январе 1963 года шах объявил о начале «Белой революции», программы реформ из шести пунктов, которая включали в себя преобразования в культуре и аграрной сфере, национализации лесов, предоставление женщинам избирательных прав и индустриализацию страны. С другой стороны, Хомейни и многие религиозные лидеры считали, что «белая революция» имела тенденцию вестернизации страны и, по их мнению, угрожала традиционному исламскому образу жизни простых людей.
Шах посетил Кум, и во время своей речи перед журналистами объявил духовенство «чёрными реакционерами», которые хуже «красных реакционеров» и в сто раз более предатели, чем коммунистическая партия «Туде». 26 января 1963 года шах провёл конституционный референдум, чтобы получить общественную поддержку его реформам. На референдуме, на котором 5,6 миллиона человек проголосовали за реформы. Референдум стал хорошим поводом для того, чтобы правительство предприняло более жёсткие практические действия против духовенства; 22 марта 1963 года, в годовщину смерти имама Джафара ас-Садика, шахские гвардейцы напали на школу Февзийе, в результате чего были убиты несколько студентов и преподавателей, которые выступали против шахского режима.
По словам профессора Даниеля Брумберга, «режим убедил головорезов напасть на учеников школы Февзийе». Во второй половине дня Ашуры (3 июня 1963 г.) Хомейни прочитал лекцию в школе Февзийе и осудил шаха как «жалкого несчастного человека», посоветовал ему изменить свой образ жизни, иначе наступит день, когда люди будут счастливы увидеть, как он уходит. Хомейни, критикуя шаха, провёл параллели с халифом Язидом I, которого шииты считают «тираном».
5 июня 1963 года в 3 часа ночи Хомейни был задержан сотрудниками тайной полиции и переведён в Тегеран. Когда эта новость была передана в эфир, в Куме, Тегеране, Мешхеде, Варамине, Кашане и других городах прошли крупные демонстрации протеста. Шахские гвардейцы и солдаты открыли огонь по демонстрантам, убив и ранив несколько сот человек. Это событие с тех пор называется «Восстанием 15 Хордада». 3 августа шах освободил Хомейни из тюрьмы и поместил его под домашний арест.
26 октября 1964 года Хомейни осудил шаха за дипломатический иммунитет, который он предоставил американским гражданам, гражданскому или военному персоналу в Иране. 4 ноября 1964 г. Хомейни был арестован САВАКом. Затем его доставили в международный аэропорт Мехрабад в Тегеране и выслали в Турцию.

## Жизнь в изгнании

### Турция
Через неделю после прибытия в Турцию Хомейни был отправлен в Бурсу, где он пробыл одиннадцать месяцев. Он был принят полковником турецкой военной разведки по имени Али Четинер в его собственной резиденции. Согласно турецким законам, церковная одежда была запрещена, и Хомейни никогда не разрешалось встречаться с людьми. 3 декабря 1964 года к нему присоединился его сын Мостафа. В первые дни своего пребывания в Турции Хомейни был чрезвычайно зол на светскую одежду турчанок, но он научился быстро адаптироваться к новому окружению. Несмотря на запреты, Хомейни и его ученики — в первую очередь будущий президент Али Акбар Хашеми Рафсанджани — успешно спланировали и организовали убийство премьер-министра Хасан Али Мансура, как только Хомейни покинет Иран.
В Бурсе у Хомейни было много свободного времени, в результате чего он продолжил учёбу и впервые отошёл от «традиционного» взгляда на участие клерикалов в политике. Он написал свою вторую книгу, «Тахрир ал-Васила», и начал получать огромные пожертвования от иранских сторонников, которые уже выступали против политики шаха. Размер пожертвований аятолле заставил шаха и турецкое правительство снять запрет на общение с ним летом 1965 года, и несколько священнослужителей в 1965 году посетили в Стамбуле Хомейни, одетого в светскую одежду.
5 сентября 1965 года Хомейни покинул Турцию и отправился в Эн-Наджаф.
Причины изгнания Хомейни в Эн-Наджаф шахским режимом описаны следующим образом:
- Режим надеялся уменьшить роль Хомейни за счёт конкуренции с иракскими алимами, такими как Великий аятолла Сейид Абу аль-Касим аль-Хои[31].
- Из-за сильного давления и народных протестов.
- Ученые и последователи Хомейни начали общаться с ним в Бурсе, жертвуя так много денег, что аятолла превратился из практически нищего в очень богатого священнослужителя.
- Агенты САВАК считали, что присутствие Хомейни в Турции настроило враждебно турецкий народ по отношению к шахскому режиму[32].

### Ирак
8 сентября 1965 года Хомейни и его сын Мостафа прибыли в Ирак. Здесь Хомейни провел тринадцать лет. В то время у Ирака не было хороших политических отношений с шахом.
Прежде чем отправиться в Кербелу, Хомейни отправился в Кадимию и два дня пробыл в компании Великого аятоллы Мухаммада Хусейни Ширази. Оттуда он отправился в город Эн-Наджаф. Первоначально Хомейни был изолирован иракским шиитским духовенством из-за его статуса иностранца и его радикальных учений и поддержки терроризма; однако через некоторое время Великий аятолла Мухаммад Бакир ас-Садр и другие иракские священнослужители присоединились к Хомейни, потому что они разделяли схожие цели в создании исламского государства. В первые дни пребывания в Ираке Хомейни также помогал тогдашний иракский президент Абдул Салам Ареф, который позволил аятолле создать и контролировать иранскую оппозиционную радиостанцию.
Через некоторое время его жена Хадидже Сакафи и второй сын Ахмад Хомейни присоединились к ним в Эн-Наджафе. Хомейни начал преподавать Фикх в медресе шейха Муртазы Ансари, которое привлекало студентов в основном из Ирана, Ирака, Индии, Пакистана, Афганистана и стран Персидского залива. В апреле 1967 года Хомейни написал два письма, одно улемам, чтобы убедить их попытаться свергнуть режим шаха, а другое — премьер-министру Амиру Аббас Ховейде, протестуя против коронации шаха и осуждая его за продолжающееся нарушение как ислама, так и конституции. Кроме того, Хомейни запретил любые отношения с Израилем. Через четыре года после своего изгнания в Ирак, с 21 января по 8 февраля (1970 г.), Хомейни читал лекции о Вилаят аль-факих и исламском государстве.
Это стало самой известной и влиятельной работой Хомейни, в которой были изложены его идеи об управлении (на тот момент):
- Законы общества должны состоять только из законов Бога (шариата), которые охватывают «все человеческие дела» и «дают инструкции и устанавливают нормы» для каждой «темы» в «человеческой жизни»"[39].
- Поскольку шариат, или исламский закон, является надлежащим законом, лица, занимающие государственные должности, должны знать шариат. Поскольку исламские юристы или факихи изучали шариат и являются наиболее осведомлёнными в нём, правителем страны должен быть факих, который «превосходит всех остальных в знании» исламского права и правосудия[40] (известный как Марджа ат-таклид), а также наличие интеллекта и административных способностей. Правление монархов и / или собраний «тех, кто претендует на то, чтобы быть представителями большинства народа» (то есть выборных парламентов и законодательных органов) было объявлено исламом «неправильным»[41].
- Эта система клерикального правления необходима для предотвращения несправедливости, коррупции, угнетения сильных над бедными и слабыми, нововведений и отклонений от ислама и законов шариата; а также для уничтожения антиисламского влияния и заговоров немусульманских иностранных держав[42].

Чтобы сформировать исламское правительство, были необходимы две вещи:
- Свержение шахского режима;
- Установление шиитской теократии.

Хомейни высказал эту теорию ещё в середине 1940-х годов в своей первой книге «Кашф аль-Асрар».
С 1971 по 1975 год Хомейни яростно выступал против празднования 2500-летия Персидской империи и изменения иранского календаря с Хиджры на имперский (шахиншахский) календарь. В то время шах рассматривал возможность изгнания Хомейни в Индию, потому что он считал, что это сделает общение между аятоллой и его последователями в Иране невозможным, но по нераскрытой причине этот план не был реализован. Хомейни также столкнулся с враждебностью иракского режима партии «Баас», который начал враждебно относиться к Хомейни.
23 октября 1977 года в Эн-Наджафе умер старший сын Хомейни — Мостафа; в его смерти аятолла и его последователи винили шахскую тайную полицию САВАК.

### Франция
24 сентября 1978 года, после встречи, состоявшейся в Нью-Йорке между иракским (Саадун Хаммади) и иранским (Амир Хосров Ашраф) министрами иностранных дел, Хомейни был вынужден покинуть Эн-Наджаф; шах и С. Хусейн начали обсуждать планы изгнания аятоллы ещё в 1975 году. Аятолла предпочёл поехать в другую мусульманскую страну и получил визу в Кувейт, но был возвращён на границе, потому что он получил визу под именем «Рухолла Мустафави». Следующим предпочтением Хомейни было решение поехать в Сирию, где, по некоторым источникам, аятолла намеревался проживать на постоянной основе (даже когда он пытался въехать в Кувейт), — но из-за напряжённых отношений между Ираком и Сирией было понятно, что сирийское правительство не приняло бы его. Затем Хомейни подумывал о переезде в Бахрейн, Индию, Пакистан или Алжир, но его советник, получивший образование в США, Ибрагим Язди, утверждал, что Хомейни должен переехать на Запад из-за более широких возможностей общения со своими сторонниками, а Париж предлагал лучший для опального аятоллы вариант общения с миром. На Западе Хомейни получал большие возможности для распространения своих революционных послании.
11 октября 1978 года, Хомейни обосновался в Нофль-ле-Шато под Парижем. Во Франции масса журналистов и представителей прессы разных стран записывали интервью и речи Хомейни, которые после публиковались в мировых СМИ. Хомейни призывал иранцев продолжать массовые протесты против шахского правительства.
В период с августа по декабрь 1978 года забастовки и демонстрации парализовали Иран; в конечном итоге шах Мохаммед Реза Пехлеви был вынужден покинуть 16 января 1979 года, передав свои обязанности Регентскому совету и премьер-министру Шапуру Бахтияру.

## Возвращение Хомейни в Иран
В четверг, 1 февраля 1979 года, аятолла Рухолла Мусави Хомейни вернулся в Тегеран на чартерном Боинге-747 Air France. В Тегеране его встречали более 3 миллионов человек.